# 143 (Katy Perry)
143 è il settimo album in studio della cantante statunitense Katy Perry, pubblicato il 20 settembre 2024 dalla Capitol Records.
Il 20 dicembre 2024 è stata pubblicata la versione deluxe 1432, con quattro tracce aggiuntive.

## Antefatti
Successivamente alla pubblicazione del sesto album in studio Smile (2020), Katy Perry ha preso una pausa discografica, coincisa con la nascita della primogenita Daisy Dove, avuta con Orlando Bloom. Dal 2021 al 2024 ha proseguito la propria attività come giudice nel programma televisivo American Idol e pubblicando nel 2021 il singolo Electric e la collaborazione When I'm Gone con Alesso.
Il 17 giugno 2024 Perry ha postato sui social media un teaser di quindici secondi in cui canta in playback una canzone, e rivelato l'immagine di copertina del relativo singolo previsto per l'11 luglio 2024. Successivamente alla presentazione della nuova collezione di Balenciaga, Perry ha indossato un abito con uno strascico su cui era stato riportato il testo della canzone dal titolo Woman's World.

## Accoglienza
| Recensione           | Giudizio |
| -------------------- | -------- |
| AllMusic             |          |
| Clash                | 5/10     |
| Newsic               | 5/10     |
| NME                  |          |
| Ondarock             | 3/10     |
| Rockol               | 5/10     |
| Rolling Stone        |          |
| Slant Magazine       |          |
| The Guardian         |          |
| The Independent      |          |
| The Line of Best Fit | 2/10     |

143 ha ottenuto recensioni generalmente sfavorevoli da parte della critica specializzata. Su Metacritic, sito che assegna un punteggio normalizzato su 100 in base a critiche selezionate,  l'album ha ottenuto un punteggio medio di 37 basato su diciotto recensioni. Secondo un articolo del New York Times, alcune scelte della cantante, come quella di aver collaborato con il produttore discografico Dr. Luke, precedentemente accusato di abuso sessuale nei confronti della cantante statunitense Kesha (nonostante non ci sia mai stata una condanna), avrebbero inciso sul giudizio sfavorevole da parte di pubblico e critica.

## Tracce
1. Woman's World – 2:43 (Katy Perry, Chloe Angelides, Łukasz Gottwald, Aaron Joseph, Vaughn Oliver, Rocco Valdes)
2. Gimme Gimme (feat. 21 Savage) – 2:57 (Katy Perry, Shéyaa Bin Abraham-Joseph, Łukasz Gottwald, Rocco Valdes, Ryan Ogren, Ferras Alqaisi, Theron Thomas, Gamal Lewis)
3. Gorgeous (feat. Kim Petras) – 3:17 (Katy Perry, Malibu Babie, Devin Wilkes, Chloe Angelides, Vaughn Oliver, Aaron Joseph, Łukasz Gottwald, Rocco Valdes, Max Martin, Kim Petras)
4. I'm His, He's Mine (feat. Doechii) – 3:18 (Katy Perry, Ferras Alqaisi, Gamal Kosh Lewis, Theron Thomas, Ryan Ogren, Łukasz Gottwald, Rocco Valdes, Jaylah Ji'mya Hickmon, Crystal Waters, Neal Conway)
5. Crush – 2:57 (Katy Perry, Sarah Hudson, Theron Thomas, Emily Warren, Scott Harris, Dallas James Koehlke, Ryan Ogren, Łukasz Gottwald, Rocco Valdes, Keegan Bach)
6. Lifetimes – 3:12 (Katy Perry, Gamal Lewis, Łukasz Gottwald, Rocco Valdes, Sarah Hudson, Ryan Ogren, Theron Thomas, Vaughn Oliver)
7. All The Love – 3:15 (Katy Perry, Ferras Alqaisi, Keegan Bach, Ryan Ogren, Vaughn Oliver, Łukasz Gottwald)
8. Nirvana – 2:51 (Katy Perry, Sarah Hudson, Theron Thomas, Emily Warren, Scott Harris, Dallas James Koehlke, Keegan Bach, Ryan Ogren, Łukasz Gottwald, Rocco Valdes, Aaron Joseph, Vaughn Oliver)
9. Artificial (feat. JID) – 2:43 (Katy Perry, Destin Choice Route, Łukasz Gottwald, Aaron Joseph, Keegan Bach, Chloe Angelides, Sarah Hudson, Samuel Catalano)
10. Truth – 2:57 (Katy Perry, Łukasz Gottwald, Vaughn Oliver, Gamal Kosh Lewis, Ryan Ogren, Sarah Hudson)
11. Wonder – 3:24 (Katy Perry, Ferras Alqaisi, Tor Erik Hermansen, Mikkel Storleer Eriksen, Henry Russell Walter, Kent Sundberg, Cato Sundberg)

Traccia esclusive dell'edizione Target e HMV
1. Has a Heart – 2:49 (Katy Perry, Łukasz Gottwald, Vaughn Oliver, Rocco Valdes, Ryan Ogren, Gamal Lewis)

Traccia esclusiva del vinile viola
1. No Tears for New Year's – 3:23 (Katy Perry, Łukasz Gottwald, Rocco Valdes, Ryan Ogren, Theron Thomas, Ferras Alqaisi)

Tracce esclusive della versione digitale 143: I Love You More
1. I Woke Up – 2:28 (Katy Perry, Łukasz Gottwald, Gamal Lewis, Rocco Valdes, Ryan Ogren, Theron Thomas, Gamal Lewis, Sarah Hudson)
2. No Tears for New Year's – 3:23 (Katy Perry, Łukasz Gottwald, Rocco Valdes, Ryan Ogren, Theron Thomas, Ferras Alqais)
3. Gimme Gimme (Solo version) – 2:44 (Katy Perry, Shéyaa Bin Abraham-Joseph, Łukasz Gottwald, Rocco Valdes, Ryan Ogren, Ferras Alqaisi, Theron Thomas, Gamal Lewis)

Tracce esclusive della versione deluxe 1432
1. I Woke Up – 2:28 (Katy Perry, Łukasz Gottwald, Gamal Lewis, Rocco Valdes, Ryan Ogren, Theron Thomas, Gamal Lewis, Sarah Hudson)
2. Has a Heart – 2:49 (Katy Perry, Łukasz Gottwald, Vaughn Oliver, Rocco Valdes, Ryan Ogren, Gamal Lewis)
3. No Tears for New Year's – 3:23 (Katy Perry, Łukasz Gottwald, Rocco Valdes, Ryan Ogren, Theron Thomas, Ferras Alqais)
4. OK – 2:38 (Aaron Joseph, Chloe Angelides, Ferras Alqaisi, Katy Perry, Lusamba Vanessa Kalala, Ryan Ogren, Vaughn Oliver, Łukasz Gottwald)

## Successo commerciale
143 ha esordito alla sesta posizione della classifica Billboard 200 degli Stati Uniti, segnando il settimo album di Perry a comparire tra le prime dieci posizioni. Ha esordito con 48 000 unità equivalente ad album, segnando il peggior esordio nella classifica nella carriera della cantante da One of the Boys del 2008. Ha debuttato anche alla sesta posizione della Official Albums Chart britannica con 9 250 unità equivalenti ad album, superando le vendite della prima settimana del precedente album Smile (2020) e diventando il suo sesto album tra le prime dieci posizioni.
A dicembre 2024 l'album ha venduto 105 000 copie negli Stati Uniti.

## Classifiche
| Classifica (2024) | Posizione massima |
| ----------------- | ----------------- |
| Australia         | 2                 |
| Austria           | 8                 |
| Belgio (Fiandre)  | 6                 |
| Belgio (Vallonia) | 5                 |
| Canada            | 42                |
| Croazia           | 7                 |
| Francia           | 14                |
| Germania          | 16                |
| Grecia            | 62                |
| Irlanda           | 20                |
| Italia            | 6                 |
| Nuova Zelanda     | 9                 |
| Paesi Bassi       | 13                |
| Polonia           | 15                |
| Regno Unito       | 6                 |
| Spagna            | 3                 |
| Stati Uniti       | 6                 |
| Svizzera          | 12                |